# Abiskojaure (Schutzhütte)
Koordinaten: 68° 17′ 10″ N, 18° 35′ 27″ O
Abiskojaure ist eine Wanderhütte des Svenska Turistföreningen. Sie befindet sich am Südufer des gleichnamigen Sees auf einer Höhe von 490 Metern.
Insgesamt gibt es 53 Betten, verteilt auf zwei Häuser. Während der Saison von Mitte Februar bis Anfang Mai und von Anfang Juni bis Mitte September wird die Hütte von einem Hüttenwirt bewirtschaftet. Außerhalb dieser Zeit ist nur ein Sicherheitsraum geöffnet. Während der Saison gibt es Proviantverkauf.
Abiskojaure liegt am Kungsleden und am Nordkalottleden, die hier gemeinsam verlaufen. Die Entfernungen betragen nach Abisko 15 Kilometer, nach Alesjaure 20 Kilometer (beide am Kungs- und Nordkalottleden) sowie nach Unna Allakas 24 Kilometer.
Abiskojaure ist einer von nur drei Orten innerhalb des Nationalpark Abisko, an denen das Zelten erlaubt ist.
Das Vorkommen des Silberwurz (Dryas octopetala) in der Umgebung der Wanderhütte zeigt kalkhaltigen Boden an.
Südlich von Abiskojaure befinden sich Bunkerreste aus dem Zweiten Weltkrieg.